# Gordon Fergus-Thompson
Gordon Fergus-Thompson es un pianista cuyo repertorio incluye 45 conciertos y un gran número de programas que abarcan todos los períodos desde Bach hasta Webern.

## Trayectoria
Como solista es especialista en obras de Schumann, Brahms, de los impresionistas franceses y los rusos del Romanticismo. Gordon Fergus-Thompson ha grabado las obras completas de Debussy y Ravel, y ocho cedés con la música para piano solo de Scriabin. Ha tocado en las principales capitales del mundo y ofrecido clases magistrales por todo Estados Unidos y Australia. También imparte clases y da conferencias en la RAM y en las principales facultades de música de Reino Unido. En 1996 fue nombrado como profesor del Royal College of Music.